# 原体蒙
原体蒙，阳城人，是一名清朝政治人物。副榜贡生出身。
原体蒙曾于顺治十四年(1657年)接替刘玉佩任邵武府知府一职，顺治十八年(1661年)由王彦宾接任。